# Convective available potential energy
Convectieve beschikbare potentiële energie (meestal afgekort als CAPE, een Engelstalig acroniem uit te spreken als /keɪp/) is een maat voor het vermogen van de atomosfeer om convectie (verticale luchtmassaverplaatsing) te ondersteunen die kan leiden tot wolkenvorming en stormen.
Bepaalde atmosferische omstandigheden, zoals zeer warme, vochtige lucht in een atmosfeer die snel afkoelt met de hoogte, kunnen sterke en aanhoudende opwaartse luchtbewegingen bevorderen, wat mogelijk de vorming van cumulus- of cumulonimbuswolken (onweerswolken) stimuleert. In zo’n situatie is de potentiële energie van de atmosfeer om opwaartse luchtbeweging te veroorzaken zeer hoog, waardoor CAPE (een maat voor potentiële energie) hoog en positief is. Daarentegen hebben andere omstandigheden, zoals minder warme lucht of een luchtpakket in een atmosfeer met een temperatuurinversie (waarbij de temperatuur toeneemt boven een bepaalde hoogte), veel minder capaciteit om krachtige opwaartse luchtbewegingen te ondersteunen. In dat geval is het niveau van potentiële energie (CAPE) veel lager, evenals de kans op onweersbuien.

## Mechanica
Er is sprake van CAPE binnen de voorwaardelijk onstabiele laag van de troposfeer, de vrije convectieve laag (free convective layer, FCL), waar een stijgend luchtpakket warmer is dan de omringende lucht. CAPE wordt gemeten in joule per kilogram lucht (J/kg). Elke waarde groter dan 0 J/kg duidt op instabiliteit en een toenemende kans op onweersbuien en hagel. CAPE wordt berekend door de lokale drijfkracht van een luchtpakket verticaal te integreren van het niveau van vrije convectie (level of free convection, LFC) tot het evenwichtsniveau (equilibrium level, EL):
{\displaystyle \mathrm {CAPE} =\int _{z_{\mathrm {f} }}^{z_{\mathrm {n} }}g\left({\frac {T_{\mathrm {v,parcel} }-T_{\mathrm {v,env} }}{T_{\mathrm {v,env} }}}\right)\,dz}
waarbij:
- {\displaystyle z_{\mathrm {f} }} de hoogte is van het niveau van vrije convectie,
- {\displaystyle z_{\mathrm {n} }} de hoogte is van het evenwichtsniveau (neutrale drijfkracht),
- {\displaystyle T_{\mathrm {v,parcel} }} de virtuele temperatuur van het luchtpakket is,
- {\displaystyle T_{\mathrm {v,env} }} de virtuele temperatuur van de omgeving is (temperaturen in Kelvin),
- {\displaystyle g} de valversnelling is.

Deze integraal vertegenwoordigt het werk dat wordt verricht door de drijfkracht minus het werk tegen de zwaartekracht, en is dus de overtollige energie die kan worden omgezet in kinetische energie.
CAPE voor een bepaald gebied wordt meestal berekend uit een sounding-diagram (bijvoorbeeld een emagram) met behulp van luchttemperatuur- en dauwpuntgegevens, meestal gemeten met een weerballon.

CAPE is feitelijk positieve drijfkracht, aangeduid als B+ of simpelweg B; het tegenovergestelde van convectieve inhibitie (CIN), kan worden beschouwd als "negatieve CAPE" en wordt aangeduid als B−. Net als CIN wordt CAPE meestal uitgedrukt in J/kg, maar kan ook worden uitgedrukt als m²/s², aangezien de waarden equivalent zijn. CAPE wordt soms ook aangeduid als positieve drijfkrachtenergie (positive buoyant energy, PBE). Dit type CAPE is de maximale energie die beschikbaar is voor een stijgend luchtpakket en voor vochtige convectie. Wanneer een CIN-laag aanwezig is, moet deze worden afgebroken door verwarming aan het oppervlak, zodat luchtpakketten uit de convectieve grenslaag hun niveau van vrije convectie (LFC) kunnen bereiken.
1. ↑  De afkorting CAPE staat voor Convective Available Potential Energy.